# Carozzo
Der Carozzo war ein italienisches Flächenmaß und galt in Palermo auf Sizilien als Feldmaß. Er war auch ein Getreidemaß am gleichen Ort.
Feldmaß
- 1 Carozzo = 4 Quarti = 16 Quartigli = 68,21438 Quadratmeter[1]
- 1 Mondello = 4 Carozzi
- 1 Salma = 256 Carozzi = 1,74626 Hektar[2]

Getreidemaß
- 1 Carozzo = 1,07 Liter[3]

Die Maßkette war:
- 1 Salma = 4 Bisacce = 16 Tumolo = 64 Mondelli = 256 Carozzi = 1024 Quarti = 4096 Quartigli